# Tumanski R-25
Tumanski R-25 je sovjetski dvogredni turboreaktivni motor z dodatnim zgorevanjem. R-25 je zasnovan na podlagi Tumanski R-11. Zasnovali so ga pod vodstvom Sergeja Aleksejeviča Gavrilova. R-25 je bil naslednik starejšega Tumanski R-13.
R-25 se uporablja na lovcih Mikojan-Gurevič MiG-21 in Suhoj Su-15. Zgradili so okrog 3200 motorjev R-25

## Specifikacije (R-25-300)
- Tip: dvogredni turboreaktivni motor z dodatnim zgorevanjem
- Dolžina: 4615 mm (181,7 in)
- Premer: 1191 mm (46,9 in)
- Teža: 1212 kg (2,670 lb)
- Kompresor: dvogredni aksialni
- Potisk: brez dodatnega zgorevanja: 55 kN (12000 lbf); z dodatnim zgorevanjem: 68,5 kN (15400 lbf), maksimalna moč (3 minute):96,8 kN (21800 lbf)
- Temperatura na vstopu v turbino: 1040 °C (1904 °F)

Razmerje potisk/teža: 56,5 N/kg (5,8:1), največ: 79,9 N/kg (8,1:1) 